# Departamento de La Candelaria
El departamento La Candelaria (o más frecuentemente departamento de La Candelaria) es un departamento ubicado en la provincia de Salta, Argentina.
Tiene 1525 km² y limita con el departamento Guachipas al norte y al oeste, con el departamento departamento Rosario de la Frontera al norte y al este, y al sur con la provincia de Tucumán.
El departamento de La Candelaria fue separado del de Rosario de la Frontera, pero por ley N.º 169 del 16 de noviembre de 1877 fue suprimido. Fue nuevamente creado por ley del 30 de noviembre de 1891, con cabecera en la villa de La Candelaria desde el 5 de diciembre de ese año.

## Localidades
- El Jardín
- El Tala
- La Candelaria

## Parajes
- El Brete
- La Florida
- El Angosto
- El Ceibal

## Demografía
Según el INDEC durante el censo argentino de 2010 la población del departamento fue de 5704 habitantes.
Para el censo 2022 el departamento registró 7205 habitantes. Esto representó un aumento en la cantidad de personas del 26,3%.
|           | 1869  | 1895   | 1914    | 1947   | 1960    | 1970   | 1980    | 1991    | 2001    | 2010  | 2022  |
| Población | 1.809 | 1.738  | 2.625   | 2.611  | 3.326   | 3.493  | 3.939   | 4.643   | 5.286   | 5.704 | 7.205 |
| Variación | -     | -3,92% | +51,03% | -0,53% | +27,38% | +5,02% | +12,76% | +17,87% | +13,84% | +7,9  | +26,3 |

Fuente: Instituto Nacional de Estadísticas y Censos, INDEC

## Sismicidad
La sismicidad del área de Salta es frecuente y de intensidad baja, y un silencio sísmico de terremotos medios a graves cada 40 años.
- Sismo de 1930: aunque dicha actividad geológica catastrófica, ocurre desde épocas prehistóricas, el terremoto del 24 de diciembre de 1930 (94 años),[7] señaló un hito importante dentro de la historia de eventos sísmicos salteños, con 6,4 Richter. Pero nada cambió extremando cuidados y/o restringiendo códigos de construcción.[6]
- Sismo de 1948: el 25 de agosto de 1948 (76 años) con 7,0 Richter, el cual destruyó edificaciones y abrió numerosas grietas en inmensas zonas[7][6]
- Sismo de 2010: el 27 de febrero de 2010 (15 años) con 6,1 Richter